# NGC 2625
NGC 2625 је елиптична галаксија у сазвежђу Рак која се налази на NGC листи објеката дубоког неба.
Деклинација објекта је + 19° 42' 58" а ректасцензија 8h 38m 23,1s. Привидна величина (магнитуда) објекта NGC 2625 износи 14,3 а фотографска магнитуда 15,3. NGC 2625 је још познат и под ознакама MK 625, CGCG 89-57, in M 44, PGC 24285.